# Pajtuński Młyn
Pajtuński Młyn (deutsch Pathaunenmühle) ist ein Ort in der polnischen Woiwodschaft Ermland-Masuren. Er gehört zur Gmina Purda (Landgemeinde Groß Purden) im Powiat Olsztyński (Kreis Allenstein).

## Geographische Lage
Pajtuński Młyn liegt am Westufer des Koschno-Flusses (polnisch Kośna) im Westen der Woiwodschaft Ermland-Masuren, 14 Kilometer südöstlich der Kreis- und Woiwodschaftshauptstadt Olsztyn (deutsch Allenstein).

## Geschichte
Pathaunenmühle wurde zusammen mit dem Ort Pathaunen (polnisch Pajtuny) 1374 gegründet, bestehend aus einer Wassermühle und einem mittelgroßen Hof. Während des Schwedenkrieges wurde die Wassermühle niedergebrannt, konnte 1660 jedoch wieder aufgebaut werden.
Im Jahre 1820 wurde berichtet, dass die „köllmische Mühle“ eine Feuerstelle bei acht Einwohnern hat. Die Volkszählung am 3. Dezember 1861 erbrachte bei einer Flächengröße von 15 Morgen zwei Wohnstätten bei 27 Einwohnern, und am 1. Dezember 1905 zwei Wohngebäude bei 25 Einwohnern. Im Jahre 1905 wurde Pathaunenmühle  als Wohnplatz der Gemeinde Pathaunen (polnisch Pajtuny) genannt.
Als 1945 in Kriegsfolge das gesamte südliche Ostpreußen an Polen fiel, erhielt Pathaunenmühle die polnische Namensform „Pajtuński Młyn“. Heute ist die kleine Siedlung eine Ortschaft innerhalb der Landgemeinde Purda (Groß Purden) im Powiat Olsztyński (Kreis Allenstein), von 1975 bis 1998 der Woiwodschaft Olsztyn, seither der Woiwodschaft Ermland-Masuren zugehörig. Die Mühle ist heute in Privatbesitz und zu einem Gästehaus umfunktioniert worden. Die untere Etage besteht aus Ziegeln, die erste Etage aus Holz. Die Mühlsteine stammen aus Elbing (polnisch Elbląg) und wurden 1921 hierher gebracht.

## Kirche
Bis 1945 war Pathaunenmühle in die evangelische Kirche Allenstein in der Kirchenprovinz Ostpreußen der Kirche der Altpreußischen Union eingegliedert. Zu dieser jetzt „Christus-Erlöser-Kirche“ genannten Kirche, jetzt der Diözese Masuren der Evangelisch-Augsburgischen Kirche in Polen zugeordnet, gehört Pajtuński Młyn noch heute. War der Ort vor 1945 auch zur römisch-katholischen St.-Michaelis-Kirche in Groß Purden im Bistum Ermland hin orientiert, so besteht dieser Bezug auch heute, wo bei die Pfarrei nun zum Erzbistum Ermland gehört.

## Verkehr
Pajtuński Młyn ist von Pajtuny (Pathaune) aus über eine befestigte Nebenstraße zu erreichen. Vom Nachbarort Wyrandy (Wyranden, 1938 bis 1945 Wiranden) führt ein Landweg nach Pajtuński Młyn. Eine Bahnanbindung besteht nicht.